# Царевна-лягушка
«Царе́вна-лягу́шка» — русская народная волшебная сказка, вариация бродячего сюжета о заколдованной невесте. Сказки с подобным сюжетом известны также в некоторых европейских странах — например, в Италии и в Греции, а также у бурятов, башкир, татар. В сборнике «Народные русские сказки» А. Н. Афанасьева находится под номером 267—269 (записано в Шадринском уезде). По классификации Аарне-Томпсона сюжету присвоен номер 402. 

## Сюжет
Царь повелел своим троим сыновьям жениться, а невест выбрать так: стать в чисто поле, выстрелить наугад из лука по одной стреле, — на чей двор стрела попадёт, на той девушке и жениться. У старших братьев стрелы упали на богатые дворы, стрела же младшего, Ивана-царевича, попала на болото. Он нашёл свою стрелу возле лягушки, на которой ему пришлось жениться. С заданиями царя для невесток (соткать ковёр и испечь кулич) лягушка, в отличие от жён братьев Ивана-царевича, отлично справляется с помощью колдовства либо сама (в одной версии сказки), либо с помощью «мамок-нянек» (в другой). Когда царь приглашает Ивана с женой на пир, она приезжает в облике прекрасной девушки. Иван-царевич тайно сжигает её лягушачью кожу, чем навлекает злое проклятие — Лягушка исчезает. Иван отправляется на поиски супруги, находит её у Кощея Бессмертного и освобождает возлюбленную из заточения, с помощью Бабы-яги убив Кощея.
- На дореволюционной открытке
- Классическая иллюстрация И. Билибина
- Иллюстрация И. Билибина
- Иллюстрация Д. А. Брюханова
- Памятная монета Банка России
- Бронзовая скульптура
в Светлогорске

## У других народов
Сюжет о царевне-лягушке перешёл из русских сказок с некоторыми изменениями в сказочный фольклор ряда других народов России, например башкир и татар. Похожая сказка — опубликованная в 1930 году в сборнике «Легенды и сказки Азербайджана» под названием «Царевич и лягушка», записана инспектором нухинского городского училища В. А. Емельяновым в 1899 году, в городе Нухе (ныне Шеки, Азербайджан). В азербайджанской версии сказки принцы не стреляют из лука, чтобы выбрать невесту, они бросают девушкам яблоки. И действительно, такой обычай существовал у монголов, живших на территории современного Азербайджана в XVII веке.
В заключительном сюжете многослойной бурятской сказки «Ута-Саган-батор», опубликованной впервые в 1903 году, также приводится аналогичный сюжет. При этом в качестве помощниц лягушки в исполнении задания свёкра (шитьё шёлковой рубашки) выступают чёрная собака и белая корова с чёрным пятном на лопатке.

## Главная героиня
Титульный персонаж этой сказки — прекрасная девушка, оборотень, обычно обладающая познаниями в колдовстве и принуждённая жить какое-то долгое время в облике лягушки. Этот образ рассматривался в науке как архетип тотемной супруги, на которой должен был жениться первобытный охотник для того, чтобы охота выдалась удачной. Невесты, превосходящие умом и знаниями жениха, довольно распространены в русских сказках.

## Адаптации
- 1939—1940 — фильм «Василиса Прекрасная»
- 1954 — мультфильм «Царевна-Лягушка»
- 1956 — Царевна-лягушка (сказка в стихах для детей), Детгиз, (переиздание 1958), автор стихотворного переложения Редин, Евгений Иванович (1882—1957)
- 1958 — Мультфильм американской компании Coronet Films, ремейк мультфильма 1928 года. Вместо Кащея противником героя является Черномор из «Руслана и Людмилы».[8]
- 1971 — кукольный мультфильм-спектакль по мотивам сказки «Царевна-лягушка»
- 1977 — мультфильм «Василиса Прекрасная»
- 1994 — «Кащей Бессмертный» — панк-опера группы «Сектор Газа» по мотивам сказки
- 2000 — фильм «Царевна-лягушка»
- 2008 — мультфильм «Прекрасная лягушка» реж. Эльвира Авакян
- 2012 — «Царевна-лягушка», 8 серия мультсериала «Машины сказки»
- 2015 — спектакль «Царевна-лягушка» Архангельского театра драмы имени М. В. Ломоносова
- 2018—2023 — мультсериал «Царевны»
- 2023 — «Prince Ivan and the Clockwork Heart», короткометражный мультфильм по мотивам сказки, выполненный в стилистике стимпанка.

## Туризм
Проект «Сказочная карта России» объявил в 2017 г. город Шадринск Курганской области местом рождения Царевны-лягушки и Елены Прекрасной. Связано это с тем, что опубликованная Афанасьевым версия сказки была предоставлена ему шадринским краеведом А. Н. Зыряновым, который предположительно записал её в Шадринском уезде.